# Nyagumira
Nyagumira är ett periodiskt vattendrag i Burundi.   Det ligger i provinsen Gitega, i den centrala delen av landet, 70 km sydost om huvudstaden Bujumbura.
Omgivningarna runt Nyagumira är en mosaik av jordbruksmark och naturlig växtlighet. Runt Nyagumira är det ganska tätbefolkat, med 192 invånare per kvadratkilometer.